# Clidenor Santos
Clidenor de Freitas Santos (Miguel Alves, 16 de fevereiro de 1913 – Teresina, 2 de abril de 2000) foi um médico, professor e político brasileiro que representou o Piauí na Câmara dos Deputados.

## Biografia
Filho de Raimundo Rodrigues dos Santos e de Maria de Freitas Santos. Graduado em Medicina pela Faculdade de Medicina do Recife em 1936 com especialização em Psiquiatria, retornou ao Piauí e foi professor de Filosofia no Colégio Estadual do Piauí, diretor do Hospital de Psiquiatria de Teresina além de criador e idealizador do Sanatório Meduna, que encerrou suas atividades em 2010. Trabalhou para o Ministério da Saúde e integrou a Associação Piauiense de Medicina e também a Academia Piauiense de Letras, dentre outras entidades. 
Seu ingresso na política aconteceu como candidato a prefeito de Teresina pelo PTB em 1954 sendo vencido por Agenor Almeida. Apesar do infortúnio a campanha municipal projetou seu nome e em 1958 foi eleito deputado federal com a maior votação do estado e uma vez na Câmara chegou ao posto de vice-líder da bancada e integrou a Frente Parlamentar Nacionalista. Por ocasião das eleições de 1962 foi candidato a reeleição pelo PSD, mas não obteve êxito. Presidente do Instituto de Previdência e Assistência aos Servidores do Estado (IPASE) no último ano do governo João Goulart, foi vítima do Ato Institucional Número Um em 13 de junho de 1964 passando a dedicar-se apenas à medicina. Disputou sua última eleição pelo PDT em 1986 quando alcançou uma suplência na eleição para deputado federal.

## Atuação no Aeroporto de Teresina
Em 1959 tramitou na Câmara dos Deputados o projeto nº 386 do deputado Clidenor Freitas que buscava autorização legislativa para o Poder Executivo  abrir pelo Ministério da Aeronáutica a verba para a construção do Aeroporto de Teresina.